# Califat de Cordoue
Cet article possède un paronyme, voir Califat omeyyade (homonymie).
Ne doit pas être confondu avec Califat omeyyade de Damas.
929–1031
Entités précédentes :
- Émirat de Cordoue
- Royaume de León (en partie, 961)

Entités suivantes :
- Taifas (1re période)

Le califat omeyyade de Cordoue (en arabe : خلافة قرطبة / ḵilāfat qurṭuba) est un califat d'Ibérie musulmane gouverné par la dynastie des Omeyyades de Cordoue et qui dominait aussi une partie de l'Afrique du Nord. Succédant à l'émirat de Cordoue (756-929) avec toujours Cordoue comme capitale, il a duré jusqu'en 1031. La période, caractérisée par une expansion du commerce et de la culture, a vu la construction de chefs-d'œuvre de l'architecture d'Al-Andalus.
En janvier 929, l'émir de Cordoue Abd-ar-Rahman III s'est proclamé calife de Cordoue. Il était membre de la dynastie des Omeyyades, qui détenait le titre d'émir de Cordoue depuis 756.
Le califat s'est désintégré au cours d'une guerre civile (la fitna d'al-Andalus) entre les descendants du dernier calife Hicham II, et les successeurs de son chambellan (hadjib) Al-Mansur. En 1031, après des années de luttes intestines, il s'est fracturé en un certain nombre de taïfa (royaumes) musulmans indépendants.

## Histoire

### Origine
La conquête musulmane de l'Espagne s'est faite en 711 et les territoires conquis ont, ensuite, été constitués en un émirat omeyyade relevant de l'autorité des califes de Damas. Les Omeyyades sont détrônés, en 750, par les Abbassides qui fondent leur propre dynastie. Pour assurer la survie de la nouvelle dynastie, presque tous les membres de la dynastie omeyyade sont massacrés, mais le prince Abd al-Rahman Ier réussit à s'enfuir et à gagner l'Espagne. Il y établit une nouvelle dynastie à Cordoue et le pays devient, en 756, un émirat indépendant.
L'émir, Muhammad Ier (Omeyyade), continua la politique d'islamisation de la société initiée par son père, jusqu'à provoquer des révoltes et des soulèvements. Ceux-ci sont décrits par les chroniqueurs andalous comme une révolte ethnique entre « Arabes », « Berbères » et « indigènes » (‘ajam) : muladis et chrétiens. Les conflits se concentrèrent entre Arabes et muladis. Les historiens les plus modérés parlent de « grave crise politique », beaucoup parlent de « première guerre civile » ou « première fitna ». Après un demi-siècle de troubles, Abd al-Rahman III mate l'ensemble des révoltes et réintègre les territoires perdus sous son autorité.
Le 16 janvier 929, Abd al-Rahman III s'affranchit de l'autorité politique et religieuse de Bagdad en s'attribuant le titre de calife. L'État des Omeyyades de Cordoue se transforme, ainsi, en califat qui va exister jusqu'en 1031.
En 932, Tolède tombe aux mains des Omeyyades de Cordoue après un siège qui a infligé une terrible famine aux habitants. Le califat entre dans une période de paix et de prospérité. Vers 950, Abd al-Rahman III porte son autorité sur le Maghreb, de Tanger à Alger[réf. nécessaire]. Il se heurte aux attaques des Fatimides.
En 955, le diplomate Hasdaï ben Shatprut est envoyé en compagnie d'un autre émissaire négocier un traité de paix avec le roi Ordoño III des Asturies. Le duc de Castille accepte à son tour un accord de paix. À la mort d'Ordoño III à l'automne 956, son frère le roi de León Sanche Ier le Gras refuse d'honorer le traité de paix. La guerre reprend entre chrétiens et musulmans, et Sanche est battu sévèrement pendant l'été 957. Renversé par Ordoño IV en 958, Sanche obtient l'aide du calife de Cordoue pour regagner son trône, deux ans plus tard, et renouvelle la paix.

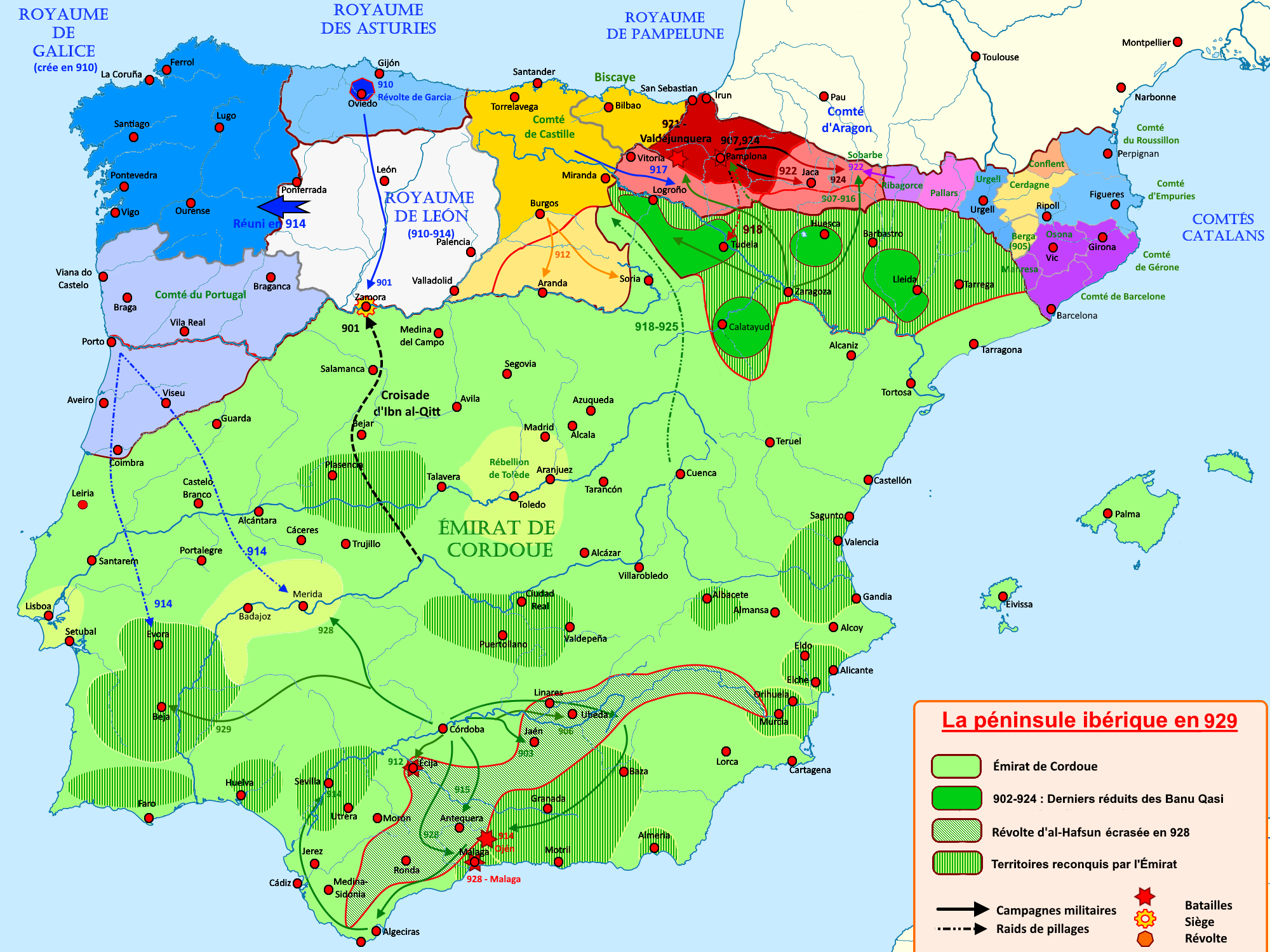
La reprise en main de l'émirat de Cordoue de 900 à 929
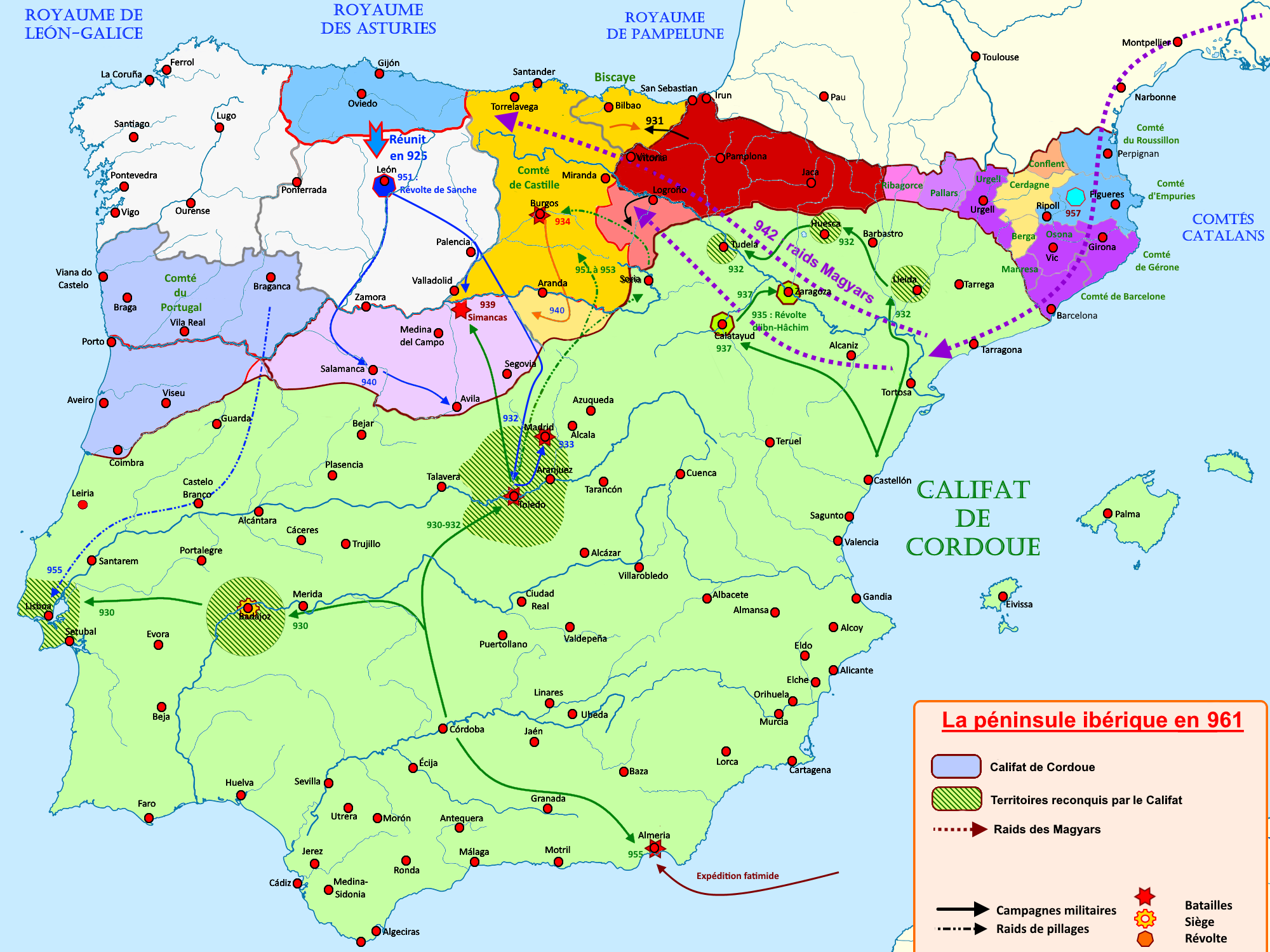
Fondation du califat de Cordoue de 929 à 961

### Épanouissement

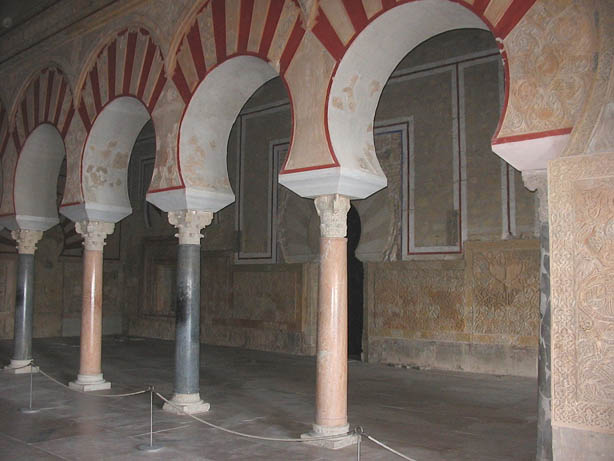
La salle du trône d'Abderramane III, à Madinat al-Zahra.

L'expansion du califat de Cordoue sous Almanzor (977-1002).

Abd al-Rahman III transforme et embellit Cordoue et fixe sa résidence à Madinat al-Zahra, ville créée pour sa favorite Zahra à huit kilomètres de Cordoue. Dans al-Andalus, il maltraite et persécute les mozarabes[réf. nécessaire]. 
Sous le règne de son fils al-Hakam II, à partir de 961, le califat est à son apogée.
Le vizir du palais Almanzor est victorieux de Ramire III de León en 978. Hicham II – fils et successeur d'al-Hakam II –, en raison de son jeune âge, règne sous sa tutelle.[réf. nécessaire]
Cependant, les deux incursions omeyyades contre les Berghouata se soldent par un échec, comme le témoigne l'expédition omeyyade contre les Berghouata en 976-977.
Au sommet de sa prospérité, le califat est agité par les velléités d'Almanzor qui veut supplanter le calife et construit Madinat al-Zahira comme rivale de Madinat al-Zahra. Almanzor relance des guerres contre les chrétiens, met Barcelone à sac (985) puis Saint-Jacques-de-Compostelle (997). Ce dernier coup d'éclat est considéré par la chrétienté comme un affront majeur. Le vizir parvient à vaincre les Arabes qui s'étaient rebellés après son coup de force, en s'appuyant sur de nouveaux arrivants berbères. Sous son règne et celui de son prédécesseur al-Hakam II, al-Andalus connaît la prospérité. Fort de ses victoires, Almanzor concentre tous les pouvoirs du califat et instaure sa propre dynastie. Ceci aboutit moins de dix ans après sa mort à la guerre civile en al-Andalus, qui voit la destruction des deux cités palatines rivales, et l'éclatement du califat en royaumes (1031) souvent concurrents. Ces divisions relancent la Reconquête par les royaumes chrétiens.

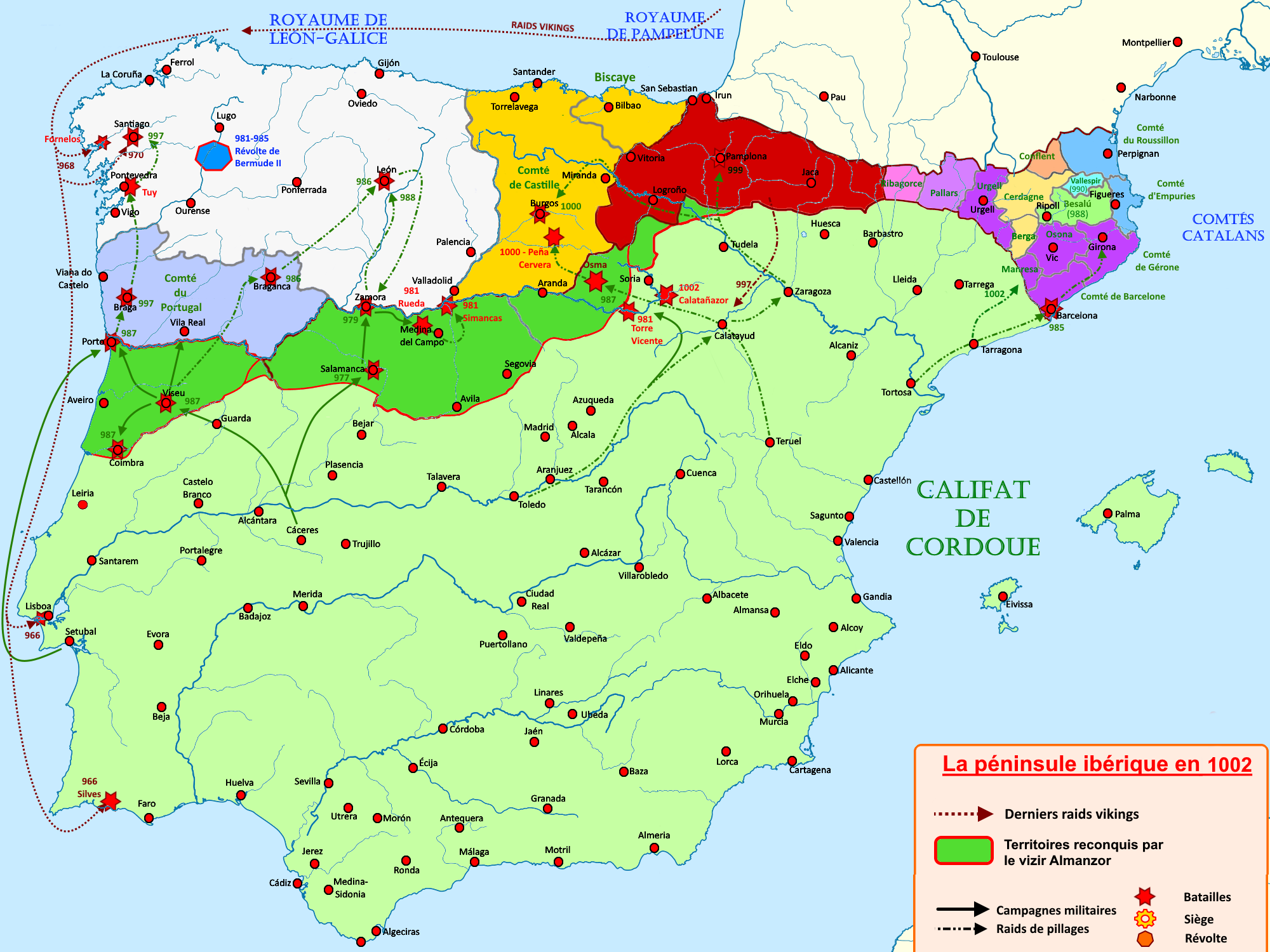
Les conquêtes d'Almanzor de 961 à 1002

### Effondrement
À la mort d'Almanzor en 1002, le califat de Cordoue amorce sa chute tandis que l'armée nomme et destitue les califes. La guerre civile éclate à la mort de son fils Abd al-Malik al-Muzaffar en 1008. Les Berbères, les Arabes, les Suèves et les Espagnols s'affrontent pour le pouvoir. Cordoue est saccagée par les chrétiens en 1009. Madinat al-Zahra, la résidence du calife près de Cordoue, est détruite par les Berbères en 1013. Dès 1023, Abbad Ier, qadi (« juge ») de Séville se déclare indépendant et fonde le Royaume abbadide qu'il agrandit avant sa mort. En 1027, les Cordouans font enfermer le dernier calife omeyyade dans une pièce avec sa fille qu'il adorait. Ils manquent de mourir de faim avant d'être relâchés. À la suite de son éclatement à partir de 1031, le califat est partagé entre 23 roitelets indépendants (reyes de taifas, muluk at tawaif). Leurs gouverneurs se proclament émirs et lient des relations diplomatiques avec les royaumes chrétiens.

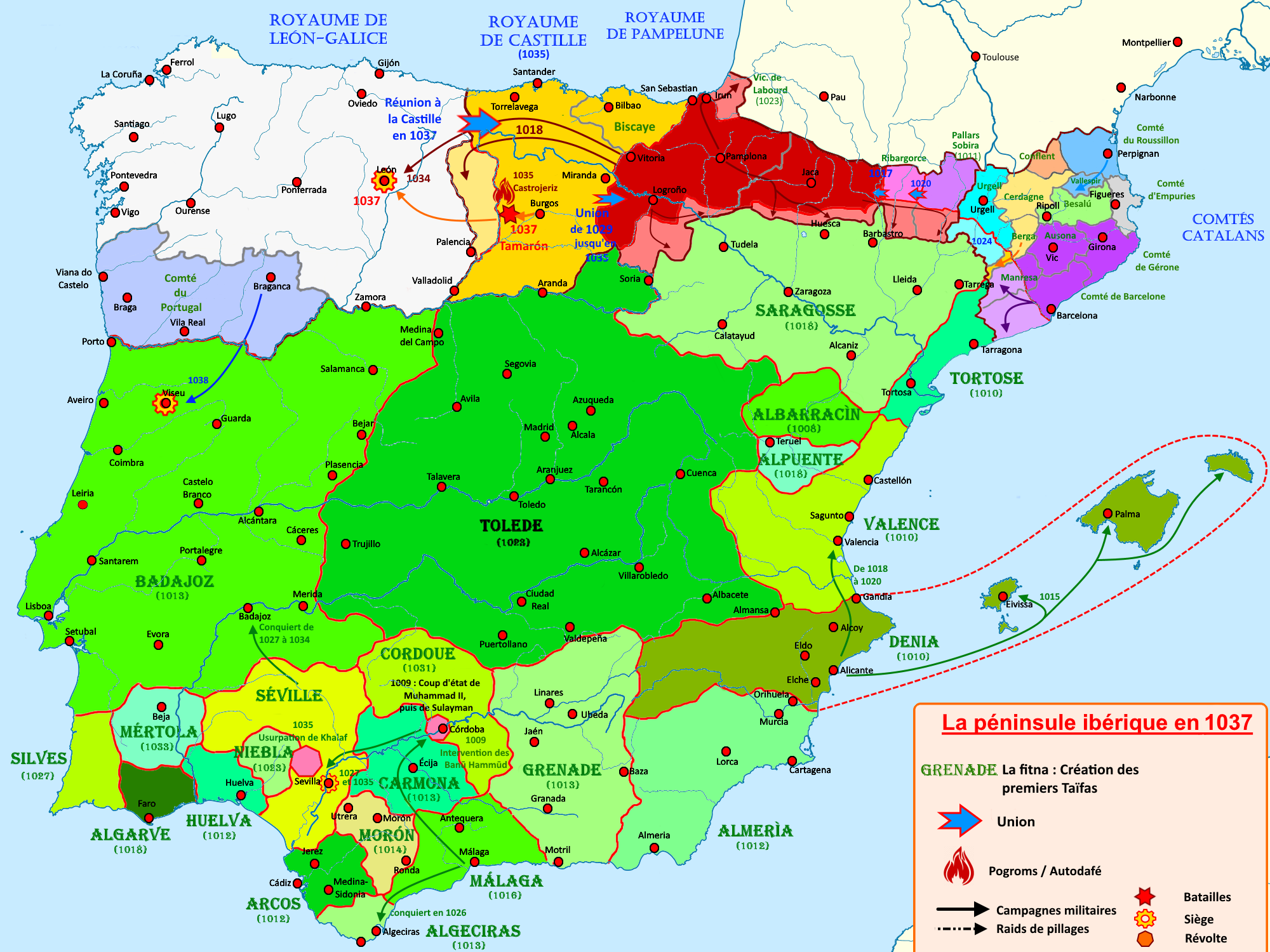
Effondrement du califat de 1002 à 1031

### Personnages importants
- Le fondateur : Abd al-Rahman III, descendant du dernier survivant des Omeyyades de Damas Abd al-Rahman Ier.
- Le Grand Vizir et chef de guerre Mohammed ibn-Abi Amir, dit Al-Mansur, el-Mansour, ou Almanzor pour ses adversaires castillans, soit « le victorieux », vers 938-1002.

## Économie
L'agriculture reste traditionnelle (céréales, olivier, vigne) mais les Arabes ont amélioré les systèmes d'irrigation dans les vallées et les zones littorales et ont développé les cultures du figuier, de la canne à sucre, du citronnier, du bananier, du palmier-dattier (Elche), des plantes aromatiques et colorantes (safran, garance, coriandre, henné) et des textiles (lin et coton).
L'Espagne produit des minerais : or (Lérida, Grenade), argent (Murcie, Béja), fer (Guadalquivir), cuivre (Tolède, Elvira), plomb, marbre blanc (Sierra Morena), onyx (Grenade), pierres précieuses. Elle fabrique des armes (Tolède), travaille le verre et le cuir (Cordoue). Elle vend de l'huile et des tissus pour acheter du blé. Des esclaves, venus d'Europe orientale par Verdun, y transitent pour être envoyés en Orient.
À l'époque, Cordoue est, avec Bagdad et Constantinople, une des trois plus grandes villes du monde, avec près de 250 000 habitants.

## Culture

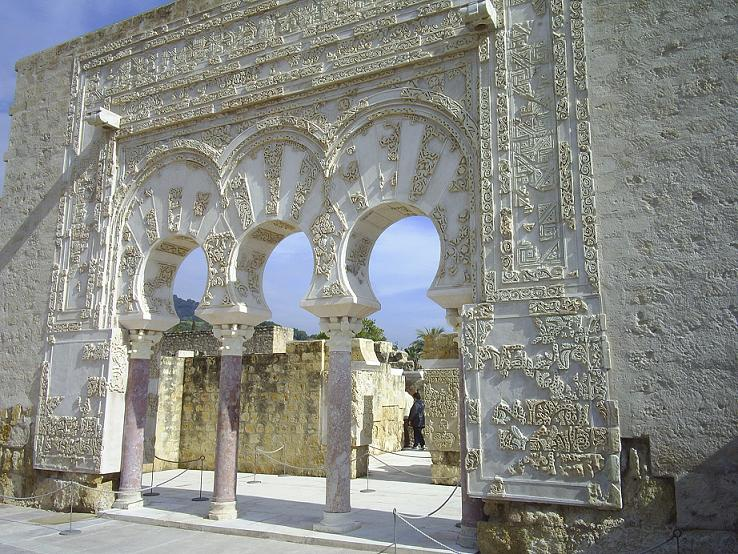
La porte du Premier ministre à Madinat al-Zahra.

La langue officielle d'al-Andalus est l'arabe et les noms arabes sont généralisés, indépendamment de la confession. Le romance andalous est parlé par l'essentiel de la population. Au cours du IXe siècle, le bilinguisme est resté la norme dans les villes. Pour Gabriel Martinez, il a pu s'agir d'un processus semblable à celui des immigrés qui continuent d'utiliser entre eux leur langue natale lorsque l'administration leur demande une autre langue. L'hébreu reste maîtrisé comme langue liturgique juive. Avec l'araméen, il est employé dans la poésie. Les autres usages de l'hébreu et de l'araméen dans la société sont en débat ; il semble néanmoins acquis que les juifs, comme le reste de la société, parlaient le romance andalous. Les Juifs qui voyagent à Constantinople après la Reconquista et à Alexandrie savent aussi le grec. Le latin reste la langue liturgique du clergé mozarabe.
Abd al-Rahman III (lui-même arrière-petit-fils du roi de Navarre Fortún Garcés) entretient de bons rapports avec les juifs et les chrétiens. Il a pour conseiller et ami Recemundo, évêque de Cordoue, « Rabbi ben Zaïd ». Le calife prend à cœur de convoquer lui-même les conciles. Son médecin est le juif séfarade Hasdaï ben Shatprut, à la fois philosophe et poète, qui traduit en arabe De materia medica, un manuscrit du médecin grec Dioscoride (d'Anazarbe), envoyé par l'empereur byzantin Constantin VII Porphyrogénète. Hasdaï favorise d'autres intellectuels juifs, poètes et exégètes, dont les manuscrits nous sont ainsi parvenus (Jacob Al-Turtusi, Jeuda ben Sheshet, Dunash ben Labrat, Menahem ben Saruq, Moïse ben Hanoch, etc.). Ils communiquent avec le centre rabbinique de Babylone où se met au point la version définitive du Talmud sous l'égide de Saadia Gaon.
Al-Hakam II réunit une bibliothèque de plus de 400 000 volumes. Il envoie ses agents dans le monde à la recherche d'ouvrages rares. Ce travail aurait contribué à la transmission du legs gréco-romain à l'Occident. Cordoue était déjà un centre culturel et intellectuel parmi les plus importants du monde méditerranéen depuis les périodes romaine (elle fut la ville natale de Sénèque entre autres) et wisigothique, et cette tradition perdura sous le califat. Almanzor crée une école de poésie à Cordoue, mais expurge la bibliothèque d'al-Hakam des ouvrages qu'il juge suspects d'hérésie.

## Populations et société
Bien que les Arabes aient constitué l'élite urbaine et politique pendant le califat omeyyade, ce jusqu'à la fin du califat de Cordoue en 1031 de notre ère, ils étaient une minorité parmi les nouveaux colons. Les Berbères formaient le gros de l'armée qui s'empara de l'Espagne wisigothique. Les Berbères s'étaient convertis à l'islam à la suite de la conquête arabe de l'Afrique du Nord au siècle précédent et se sont lancés dans un processus d'arabisation lent et complexe qui a duré des siècles. Cependant, ils étaient loin d'être culturellement homogènes ; une division profonde existait entre les groupes berbères nomades et sédentaires, et ce sont ces derniers qui se sont installés les premiers dans les zones rurales d'Espagne. Bien que le nombre de Berbères dans la péninsule ibérique soit probablement plus important que celui des Arabes, ils n'exerçaient initialement aucun pouvoir politique important.
Cette situation changera au cours des XIe – XIIIe siècles de notre ère avec la création des empires berbères almoravides et almohades.